# 2012年刚果东部冲突
2012年刚果东部冲突是2002年刚果民主共和国北基伍省在第二次刚果战争后的新冲突。2012年4月，图西族士兵开始反抗刚果民主共和国政府，反抗者称之为“3月23日运动”，成员主要是前叛军“全国保卫人民大会”，指挥官是前叛军参谋长博斯科·恩塔甘达，他被称为“魔鬼终结者”，直接导致了叛变。2012年11月20日，“3月23日运动”控制了人口100万人的省会城市戈马。

## 背景
2009年3月，“全国保卫人民大会”与刚果民主共和国政府签署和平条约，它同意成为一个政党以换取释放被政府监禁的成员。
2012年4月4日，在戈马以北的鲁丘鲁地区，博斯科·恩塔甘达帶領300名对其忠诚的士兵叛離剛果政府軍。根据“3月23日运动”发言人魏兰尼·卡赞马的说法，原因是2011年刚果民主共和国大选中卡比拉作弊。
2012年5月4日，刚果杰森·斯特恩斯的新闻报道说，以前是「全国保卫人民大会」高級指揮官的政府军上校苏丹尼·马肯加加入“3月23日运动”，新闻评论说這是叛亂的一個重大進展。
联合国的调查显示，叛军从卢旺达得到支援，“3月23日运动”中卢旺达人有370人。卢旺达政府否认了这一说法，并称卢旺达是刚果民主共和国内乱的“替罪羊”。

## 过程
2012年7月6日，“3月23日运动”袭击和攻佔距離乌干达边境不到1公里的城市布纳加纳。600名刚果政府军越过边境逃到了乌干达。叛军随后发表声明，如果政府同意进行和平谈判，那么他们将停止进攻。维和部队的一个印度人被杀害後，联合国旋即谴责武装分子在该地区发动叛乱。
7月8日，叛军占领位於北基伍省首府戈马以北70公里的鲁丘鲁。7月10日，他们到達距離戈马40公里的地方，目击者称，叛军轻松的占据了戈马周围的城镇和乡村。叛军也攻佔鲁巴雷镇。
7月20日，“3月23日运动”和政府军在基布巴和鲁伽瑞用重型武器交火，迫使數以千計的难民逃向戈马。联合国武装直升机监视情况得知，刚果的安全情况迅速恶化。
7月21日，美国政府宣布将削减对卢旺达的军事援助。美国大使斯蒂芬·拉普表示，卢旺达政府协助并且唆使叛军造成了叛乱，违反了国际法，犯下了战争罪行。

## 激战
2012年11月，叛军和政府军进行了激战，沉重的枪声和爆炸声在戈马此起彼伏，而叛军和政府军双方都指责对方故意燃起战火。政府说，叛军的行为导致110人死亡。叛军靠近戈马之后，政府军使用坦克和直升飞机参加战斗。
11月15日，“联合国组织刚果民主共和国稳定特派团”出動直升机支援政府军，聯合國部隊和政府軍共击毙64个“3月23日运动”战士。然而叛军繼續前進，攻佔基布姆巴，另一方面叛軍表示等待與剛果政府談判，無意立即進攻戈马。
联合国发言人称，“3月23日运动”已经擁有夜视装备和120毫米迫击炮。
11月18日，報道稱面對叛軍迫近，政府军和行政機關正在怱忙撤离戈马，当叛军绕过联合国部队營地的时候，联合国维和部队没有反应。19日，叛军要求与政府谈判，否则将发起新一轮的战斗。同日，卢旺达政府声称刚果政府军坦克发射的炮彈打入了卢旺达领土。刚果政府证实了这一事件，但声称这是对卢旺达政府干预刚果内部事务的回应。

### 戈马战役
11月19日，“3月23日运动”开始攻打戈马，政府军用坦克和机枪守衛市中心和機場。
11月20日，“3月23日运动”攻入戈马，并且出现在戈马市中心。市內和机场附近可以听到小型武器猛烈開火的声音。叛军占领了戈马国际机场。但是联合国维和部队的官员称戈马国际机场被联合国部队控制，他们击退了叛军的攻击。叛军也攻佔位於卢旺达邊境的一个哨所，而政府军人心惶惶，部分士兵脱下军服逃命。政府军撤退到戈马西部，后来又撤出戈马，向西部移动。“3月23日运动”接管了政府在边境的警察出入境办公室。
“3月23日运动”发表声明，尽管政府军拥有直升机等重型武器，但是戈马城完全被他们掌控。路透社证明了这一消息属实，全副武装的叛军在戈马城内大摇大摆的走过，没有任何人拦阻。联合国维和部队也无能为力。一些戈马城内的居民走出家门，迎接叛军接管戈马。
联合国发言人爱德华多·德尔·布瑞说，联合国维和部队不能代替政府军，并称在戈馬的1500人联合国维和部队不愿意讓當地平民冒上生命危險。刚果民主共和国总统约瑟夫·卡比拉在电视讲话中呼吁戈马居民抵抗叛军的接管和统治。联合国秘书长潘基文批评叛军在接管戈马城的时候涉嫌侵犯人权，包括破坏财产、恐吓记者、性侵犯妇女和绑架儿童。《纽约时报》专文指出刚果内战已经开始，它将严重影响这个国家的统一和稳定。

### 叛军壮大
11月20日，近3000名刚果政府的士兵和警察倒戈，加入了叛军，「3月23日運動」繼續攻勢，并且表明打算推翻现政府。
11月21日，“3月23日运动”攻佔戈馬以西的薩凱，朝着南基伍省首府布卡武开始推进。叛军宣布在攻佔布卡武後，下一目標是東方省首府基桑加尼。
11月22日，政府军向薩凱發起反攻，與叛軍发生激战，最終政府軍被擊退。數以千計挨餓和軍紀渙散的政府軍敗兵退到米諾瓦（Minova）後，在當地強姦婦女和搶掠店舖。

## 和平谈判
乌干达軍方首長说，“3月23日运动”的领导人会见了他，同意他调停政府军和叛军达成和平协议，叛军將會撤出戈马，尽管在时间上，双方没有达成一致。然而，刚果民主共和国军队发言人声称叛軍不願意放弃戈马：“他们（“3月23日运动”）拒绝离开戈马，这是一种宣战，我们打算恢复战斗”。
2012年12月初，「3月23日運動」撤出戈馬，剛果政府軍隨即進駐該市。